# 阿热勒乡 (莎车县)
阿热勒乡，是中华人民共和国新疆维吾尔自治区喀什地区莎车县下辖的一个乡镇级行政单位。

## 行政区划
阿热勒乡下辖以下地区：
布力买村、恰吐克村、苏盖提力克村、托盖塔塔尔村、喀拉铁热克村、吐格曼贝希村、喀拉扎克村、色日克都维村、塔热木博依村、琼吾斯塘村、萨万拉村、巴依都维村、阿热恰吐克村、阿孜干巴格村、桑霍伊拉村和托格拉克力克农场。